# Ennemond Gaultier
Ennemond Gaultier, także Gautier, Gaulthier; Vieux Gaultier, Gaultier Le Vieux, Gaultier de Lion, Sieur de Nèves (ur. około 1575 prawdopodobnie w Villette-de-Vienne, zm. 11 grudnia 1651 w Nèves) – francuski kompozytor i lutnista. 

## Życiorys
Był kuzynem Denisa Gaultiera. W wieku 7 lat został paziem księżnej Montmorency w Langwedocji i pozostawał w jej służbie do około 1610 roku. Od około 1600 do 1631 roku służył na dworze królowej Marii Medycejskiej. Około 1628 roku występował na dworze Karola I w Londynie. Uczył gry na lutni zarówno wirtuozów, jak i amatorów z rodzin arystokratycznych, jego uczniami byli m.in. królowa i kardynał Richelieu. Po wygnaniu Marii Medycejskiej w 1631 roku opuścił Paryż i wrócił w rodzinne strony, osiadając w Nèves. W dniu śmierci zawarł związek małżeński z B. Cousin, z którą uprzednio 16 lat żył w konkubinacie.
Jego utwory były drukowane w licznych antologiach razem z dziełami Denisa Gaultiera, stąd autorstwo wielu z nich jest sporne. Twórczość Gaultiera reprezentuje dojrzały okres rozwoju muzyki lutniowej w stylu brisé. Cechuje ją zanik myślenia polifonicznego, między główną linią melodyczną a towarzyszącą jej linią basową rzadko tylko pojawiają się melodie kontrapunktujące, będące już raczej tylko figuracją akordu. Znaczną rolę w utworach odgrywa ornamentyka. Gaultier przejawiał predylekcję do niskich brzmień, dwie najwyżej brzmiące struny często w ogóle nie są używane.